# Überfallhose

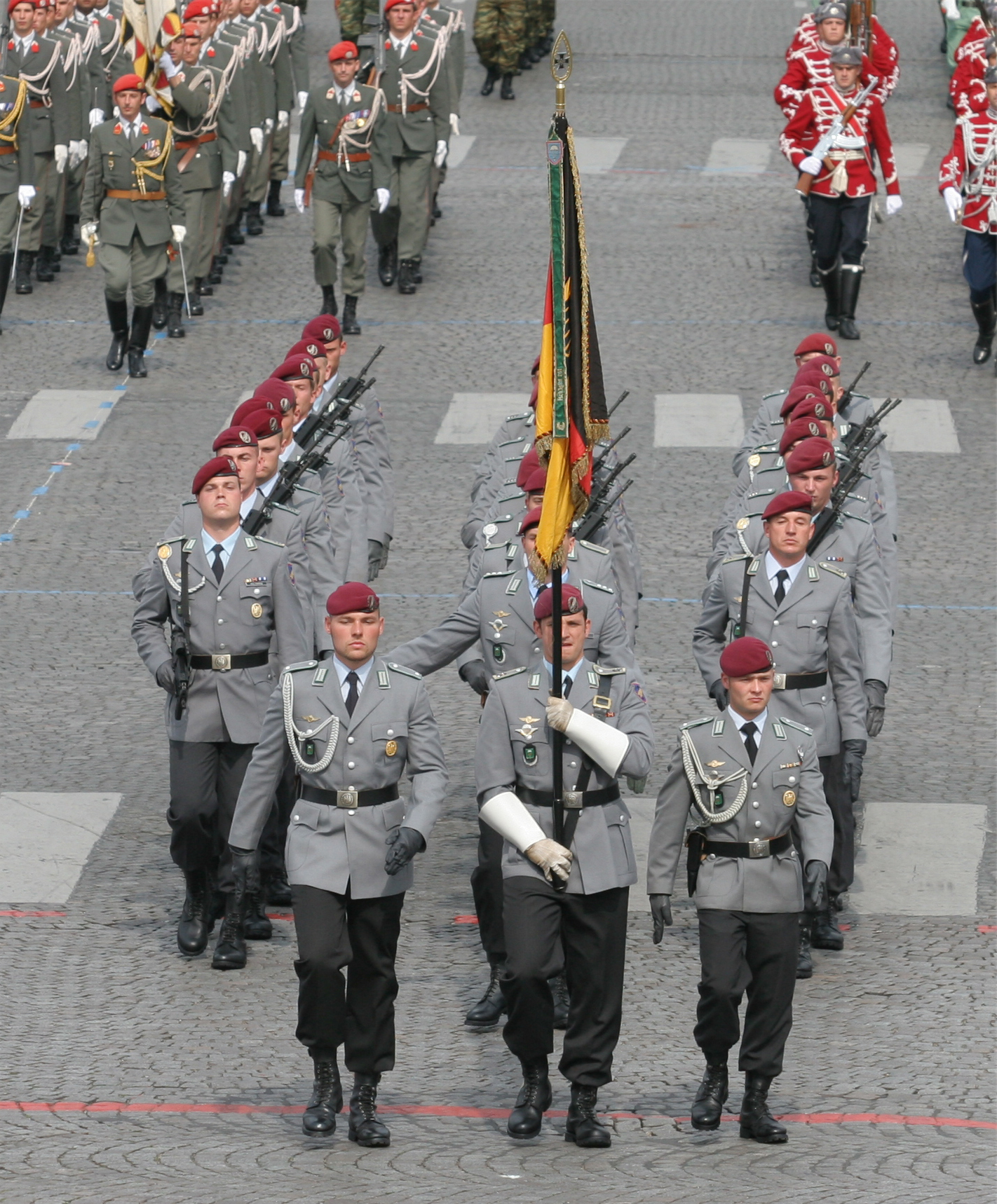
Fallschirmjäger der Bundeswehr mit Überfallhose

Bei der Überfallhose handelt es sich um eine Hose, deren Beine lang und weit genug sind, dass sie noch etwas über den fest anliegenden Rand der Stiefel fallen.
Ihren Namen verdankt sie dem Überfall, bzw. dem überfallenden Bereich der Hose, welcher ihren Saum verdeckt.
Auch Hosen ohne Schnürung im Saum können als Überfallhose getragen werden. So wird in der Bundeswehr die („Flecktarn“-) Feldhose als Überfallhose getragen, indem die Hosenbeine umgeschlagen und innen mit einem Gummiband an der Wade befestigt werden. Dasselbe gilt für die Hose am Großen Dienstanzug (aber nicht am kleinen), da dazu Kampfstiefel getragen werden.
Überfallhosen sollen verhindern, dass die Hosenbeine auf den Boden reichen, wo sie Schmutz oder Nässe aufnehmen könnten, und gleichzeitig durch Verdecken des Saums ein besseres Aussehen sicherstellen. Außerdem wird durch den engen Abschluss eine bessere Wärmedämmung und ein Schutz der Beine vor Insekten ermöglicht. Ebenso verhindert eine Überfallhose das Aufscheuern des Hosenbeins an den metallenen Ösen von Stiefeln. Demzufolge werden Überfallhosen hauptsächlich von Militär, Zoll, Polizei und Rettungsdiensten getragen.